# 高城城
高城城（たかしろじょう）は、鳥取県倉吉市福積 沢谷にあった日本の城。

## 概要
高城城は標高214mの高城山に位置しており、『伯耆民談記』によれば国府伯耆守親俊の居城であったという。大永4年（1524年）の尼子経久の伯耆侵攻の際、戦わずして落城したため、地元の人々から「唯落の城」（ただおちのしろ）と呼ばれ嘲笑されたと伝わる。ただ、現在は大永4年の尼子氏の侵攻（「大永の五月崩れ」と呼ばれる）の存在自体が否定されており、国府親俊の伝承が史実を反映したものなのか疑わしいものとなってきている。

## 遺構
当城は高城山一帯に広がる大規模な城郭で城主は現在の倉吉市高城地区、北谷地区に勢力を張っていたと考えられている。山頂付近の主郭は腰曲輪を伴い、その北、西南方向の屋根に大小の曲輪が配されている。小さい曲輪が主体であり、比較的大きな曲輪は削平が不十分であることが判明している。北東方向にも堀切や曲輪群が見られ、600m北には高城城の詰めの丸とされる下福田城が存在している。『新編倉吉市史』は高城城の築城を縄張りから見て応仁の乱以降であるとしている。